# Haus zum Gaul in der Wiege

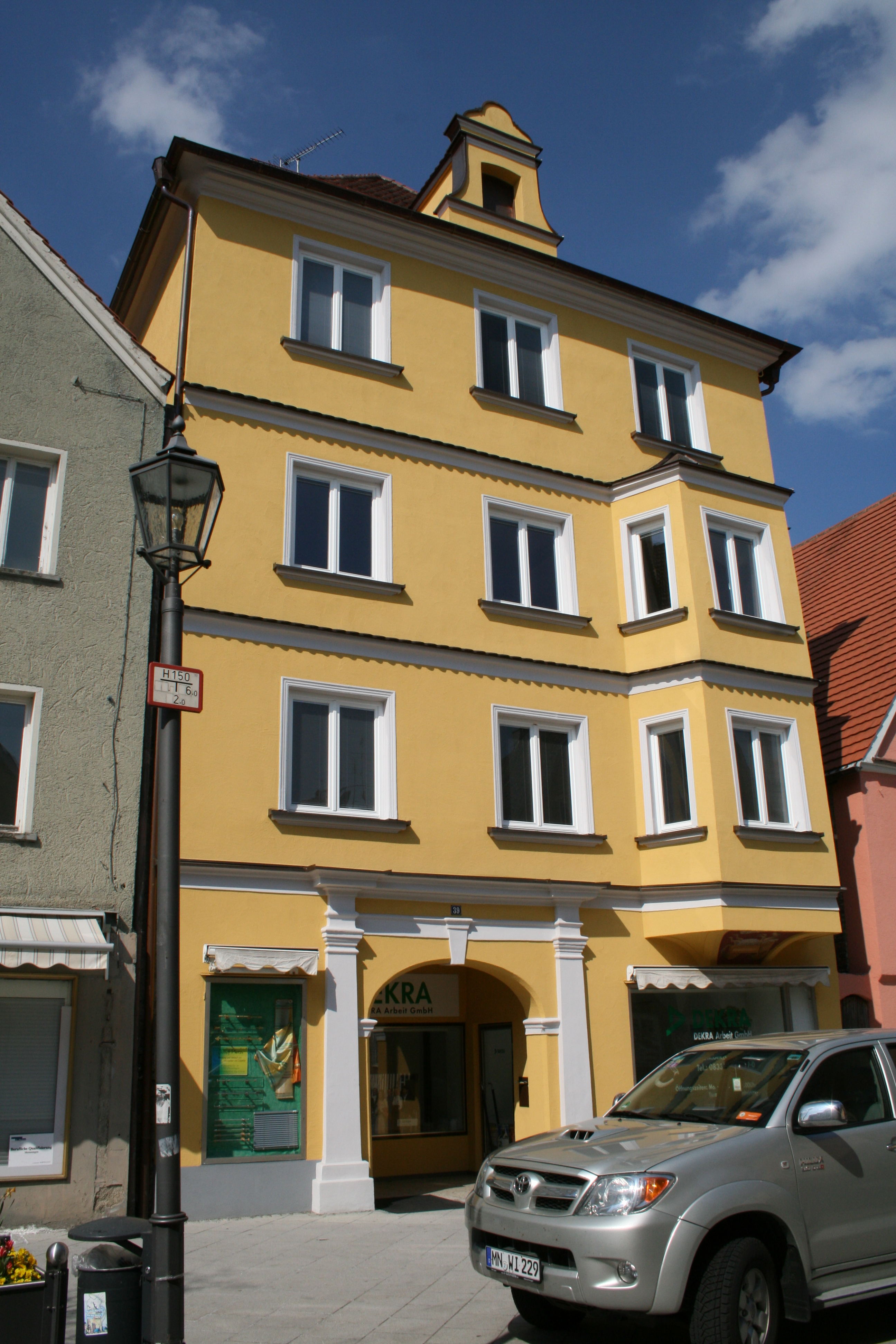
Das Haus zum Gaul in der Wiege

Das Haus zum Gaul in der Wiege ist ein unter Denkmalschutz stehendes Gebäude in der oberschwäbischen Stadt Memmingen. Es steht im ensemblegeschützten Bereich der Stauferstadt in der Kalchstraße. Das namensgebende Gemälde an der Außenfassade gehört zu den sogenannten sieben Memminger Wahrzeichen.
Das viergeschossige Haus hat drei Achsen und stammt im Kern aus dem 15. Jahrhundert; es besitzt ein Walmdach und ein Zwerchhaus. Der dreiseitige Erker beginnt im ersten Geschoss und zieht sich hinauf bis zum dritten Obergeschoss. Das korbbogige Portal wird von Pilastern und Gebälk umrahmt und stammt aus der Zeit um 1700. Die Oberlichter sind mit Gittern aus Stäben mit Girlanden vom Anfang des 19. Jahrhunderts verziert, aus derselben Zeit stammen die Eichenholztürflügel. Die Durchfahrt des Erdgeschosses ist in sechs Abschnitte mit dreiteiligem Kreuzgratgewölbe aus dem 15. Jahrhundert geteilt. Die östlich anliegenden Räume waren ehemals eine Folge von fünfeinhalb Jochen Kreuzrippengewölben, die Rippen sind jedoch nur in den drei nördlichen Jochen erhalten geblieben. Es wurden moderne Zwischenwände eingezogen. Im Keller befindet sich eine tonnengewölbte Halle, welche auf einem quadratischen Mittelpfeiler ruht. Zwischen dem ersten und dem zweiten Stock verläuft eine durch einen Wandschrank zu betretende geheime Treppe. Das Treppenhaus zwischen dem zweiten und dritten Stock ist dreiseitig umlaufend. Das Geländer besteht aus schlanken Holzbalustern des 18. Jahrhunderts. Im zweiten Obergeschoss ist ein Zimmer mit geschwungenem Rahmenstuck erhalten.
Am unteren Abschluss des Erkers befindet sich ein Gemälde mit einem Gaul in der Wiege, das auf die Sage mit demselben Namen Bezug nimmt.

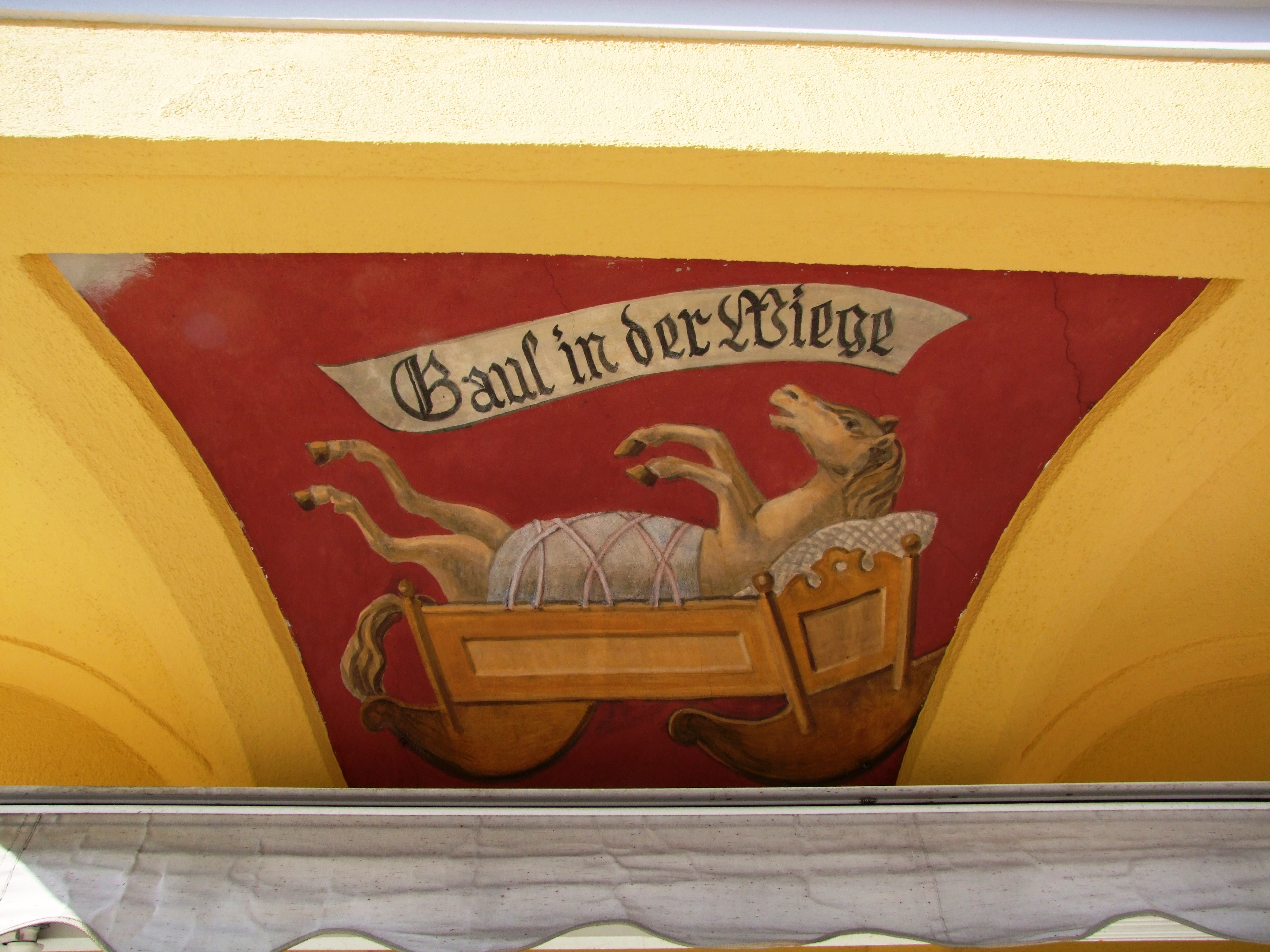
Das Bild vom Gaul in der Wiege